# Iranisches Personennamenbuch
Das Iranische Personennamenbuch (IPNB) ist eine Fachbuchreihe, deren Ziel es ist, sämtliche iranische Namen in ihrer Entwicklung, mit ihren Ursprüngen und in Nebenüberlieferungen zu erfassen. Sie wird vom Institut für Iranistik der Österreichischen Akademie der Wissenschaften in Wien herausgegeben.

## Einleitung
Die iranische Namenforschung hat wegen der lückenhaften Überlieferung iranischer Sprachen aus der vorislamischen Zeit ein großes Gewicht erhalten. Es existieren Beziehungen in Form und Inhalt zwischen den ältesten iranischen und indoarischen Namen, die im Lauf der Zeit eigenständige getrennte Entwicklungen durchlaufen haben. Iranische Namen von Personen wie auch geografische Orte kommen in einer Vielzahl von Quellen in den unterschiedlichsten Sprachen innerhalb und außerhalb Irans vor. Besonders zu erwähnen sind die aramäischen Quellen, da die aramäische Sprache während der Zeit der Achämeniden die Kanzleisprache der Reichsverwaltung war. Weitere wichtige Quellen sind die neuassyrischen Überlieferungen seit dem 9. Jahrhundert v. Chr. und die spätbabylonischen Texte vor allem privatrechtlicher Dokumente wie Verträge und astronomischer Schriften. Eine weitere Fundgrube stellen die iranischen Namen in den elamischen Verwaltungstexten aus Susa und den Verwaltungsarchiven von Persepolis dar.
Das Eindringen iranischer Namen in Kleinasien zeigt sich in lydischen und griechischen Inschriften. Es sind Hybridbildungen von altiranischen und einheimisch-anatolischen Wortstämmen überliefert. Ein Beispiel dafür ist der Name Moaphernes, der als Name des Großvaters von Strabon überliefert ist. Er setzt sich zusammen aus dem hethitischen Wortstamm moa (luwisch Muwa-, übersetzt mit Kraft) und phernes (altiranisch *farnah-, übersetzt mit Glücks-Ruhmesglanz, siehe dazu Xwarenah).
Die Erforschung iranischer Namen in den Quellen antiker Schriftsteller steht am Anfang. Die Erarbeitung der in griechischer Form überlieferten Namen wurde systematisch für die Schriften von Herodot, Aischylos, Ktesias von Knidos, Thukydides und Aristophanes vorgenommen. Ebenfalls liegen Ergebnisse für die Alexanderhistoriker wie Arrian, Diodor und Plutarch sowie für die griechischen Dokumente aus Ägypten vor.
In der armenischen Onomastik ist wegen der jahrhundertelangen politischen Abhängigkeit, im Besonderen wegen der Präsenz der Parther, der Einfluss des iranischen Namengutes sehr stark. In den Quellen sind denn auch gebürtige Armenier nachgewiesen, die iranische Namen tragen.
Die früheste Sammlung iranischer Personennamen wurde 1859 vom deutschen Sprachforscher August Friedrich Pott erstellt. Ihr folgte 1905 die Veröffentlichung von Ferdinand Justi, die alt-, mittel- und neupersische Namen enthält und bis heute nicht vollständig ersetzt ist.

## Reihe
Das Iranische Personennamenbuch ist als „historisches Namenbuch“ konzipiert. Es hat das Ziel, Namen, die einen iranischsprachigen Ursprung haben, möglichst vollständig zu sammeln. Gleichzeitig soll es ein Lexikon für Personen sein, die einen solche Namen tragen. Die einzelnen Fachbücher erscheinen im Verlag der Österreichischen Akademie der Wissenschaften. 
Bis anhin (Stand Januar 2025) sind folgende Bände veröffentlicht oder geplant.
- Band I: Die altiranischen Namen. Wien 1979, ISBN 3-7001-0300-X (Autor: Manfred Mayrhofer). 
Faszikel 1: Die avestischen Namen.
Faszikel 2: Die altpersischen Namen.
Faszikel 3: Indices zum Gesamtband.

- Band II: Mitteliranische Personennamen.
Faszikel 1: Namen in manichäischer Überlieferung. Wien 2018, ISBN 978-3-7001-8216-0 (Autor: Iris Colditz).
Faszikel 2: Noms propres sassanides en moyen-perse épigraphique. Wien 1986, ISBN 978-3-7001-0779-8 (Autor: Philippe Gignoux) (archive.org).
Faszikel 3: Noms propres sassanides en moyen-perse épigraphique. Supplément (1986–2001). Wien 2003, ISBN 3-7001-3208-5 (Autor: Philippe Gignoux)  (archive.org).
Faszikel 4: Namen in der zoroastrisch-mittelpersischen Literatur.
Faszikel 5: Namen in den parthischen epigraphischen Quellen. Wien 2016, ISBN 978-3-7001-7999-3 (Autor: Rüdiger Schmitt).
Faszikel 6: Die khotansakischen Namen.
Faszikel 7: Die baktrischen Namen. Wien 2010, ISBN 978-3-7001-6841-6 (Autor: Nicholas Sims-Williams).
Faszikel 8: Die Namen in sogdischen Quellen. Wien 2011 (Autor: Pavel Borisovich Lurje).
Faszikel 9: Die Namen in khwarazmischen Quellen.

- Band III: Neuiranische Personennamen.
Faszikel 1: Die neupersischen Namen.
Faszikel 2: Die kurdischen Namen.
Faszikel 3: Die ossetischen Namen. Wien 2006, ISBN 978-3-7001-3675-0 (Autor: Sonja Fritz).
Faszikel 4: Namen im Pashto.
Faszikel 5: Namen in den weiteren neuiranischen Sprachen.

- Band IV: Materialgrundlagen zu den iranischen Personennamen auf antiken Münzen: Nomina Propria Iranica in Nummis. Wien 1986, ISBN 978-3-7001-0790-3 (Autor: Michael Alram).

- Band V: Iranische Personennamen in Nebenüberlieferungen indogermanischer Sprachen.
Faszikel 1: Iranische Namen in der indischen Nebenüberlieferung.
Faszikel 2: Iranische Namen in der tocharischen Nebenüberlieferung.
Faszikel 3a: Iranische Namen in der armenischen Nebenüberlieferung bis zum Ende der Sasanidenzeit.
Faszikel 3b: Iranische Namen in nachsasanidischer armenischer Überlieferung.
Faszikel 4: Iranische Namen in den indogermanischen Sprachen Kleinasiens (Lykisch, Lydisch, Phrygisch). Wien 1982, ISBN 978-3-7001-0519-0 (Autor: Rüdiger Schmitt).
Faszikel 5a: Iranische Namen in der griechischen Literatur vor Alexander d. Gr. Wien 2011, ISBN 978-3-7001-7142-3 (Autor: Rüdiger Schmitt).
Faszikel 5b: Die arischen Personennamen und ihre Träger bei den Alexanderhistorikern : Studien zur iranischen Anthroponomastik. Wien 1982 (Autor: Chlodwig H. Werba, Dissertation).
Faszikel 5c: Iranische Namen in byzantinischen Quellen.
Faszikel 5d: Iranische Namen in sonstigen griechischen Quellen.
Faszikel 6a: Iranische Namen in den griechischen Dokumenten Ägyptens. Wien 1990, ISBN 978-3-7001-1773-5 (Autor: Philip Huyse).
Faszikel 6b: Iranische Namen auf griechischen Inschriften (mit Ausnahme des pontischen Gebiets).
Faszikel 6c: Iranische Namen auf griechischen Inschriften des nördlichen pontischen Raumes.
Faszikel 7: Iranische Namen in der lateinischen Nebenüberlieferung.
Faszikel 8: Iranische Namen in der slawischen Nebenüberlieferung.

- Band VI: Iranische Namen in elamischer Nebenüberlieferung.

- Band VII: Iranische Namen in semitischen Nebenüberlieferungen.
Faszikel 1a: Iranische Namen in neuassyrischer Nebenüberlieferung.
Faszikel 1b: Iranische Namen in neu- und spätbabylonischer Nebenüberlieferung. Wien 2009, ISBN 978-3-7001-6110-3 (Autor: Ran Zadok) (verlag.oeaw.ac.at).
Faszikel 2: Iranische Namen in der hebräischen Bibel. Wien 2015, ISBN 978-3-7001-7593-3 (Autor: Manfred Hutter).
Faszikel 3: Iranische Namen in aramäischer Nebenüberlieferung außerhalb des AT.
Faszikel 5: Noms propres Syriaques d’Origines Iranienne. Wien 2010, ISBN 978-3-7001-6857-7 (Autoren: Philippe Gignoux, Christelle Jullien, Florence Jullien).

- Band VIII: Iranische Namen in ägyptischen Nebenüberlieferungen. Wien 2013, ISBN 978-3-7001-7437-0 (Autoren: Rüdiger Schmitt, Günter Vittmann).

- Band IX: Iranische Namen in sonstigen Nebenüberlieferungen.

- Band X: Iranische Personennamen und Namengebung in der Moderne (ab ca. 1850).

- Band XI: Index [Zusammenschau].